# Nahverkehr in Bremen
Der öffentliche Nahverkehr in Bremen wird im Linienverkehr mit Eisenbahnen, Straßenbahnen, S-Bahnen, Regional- und Stadtbussen verschiedener Verkehrsunternehmen durchgeführt. Im Stadtgebiet und dem Umland gilt der einheitliche Tarif des Verkehrsverbundes Bremen-Niedersachsen.

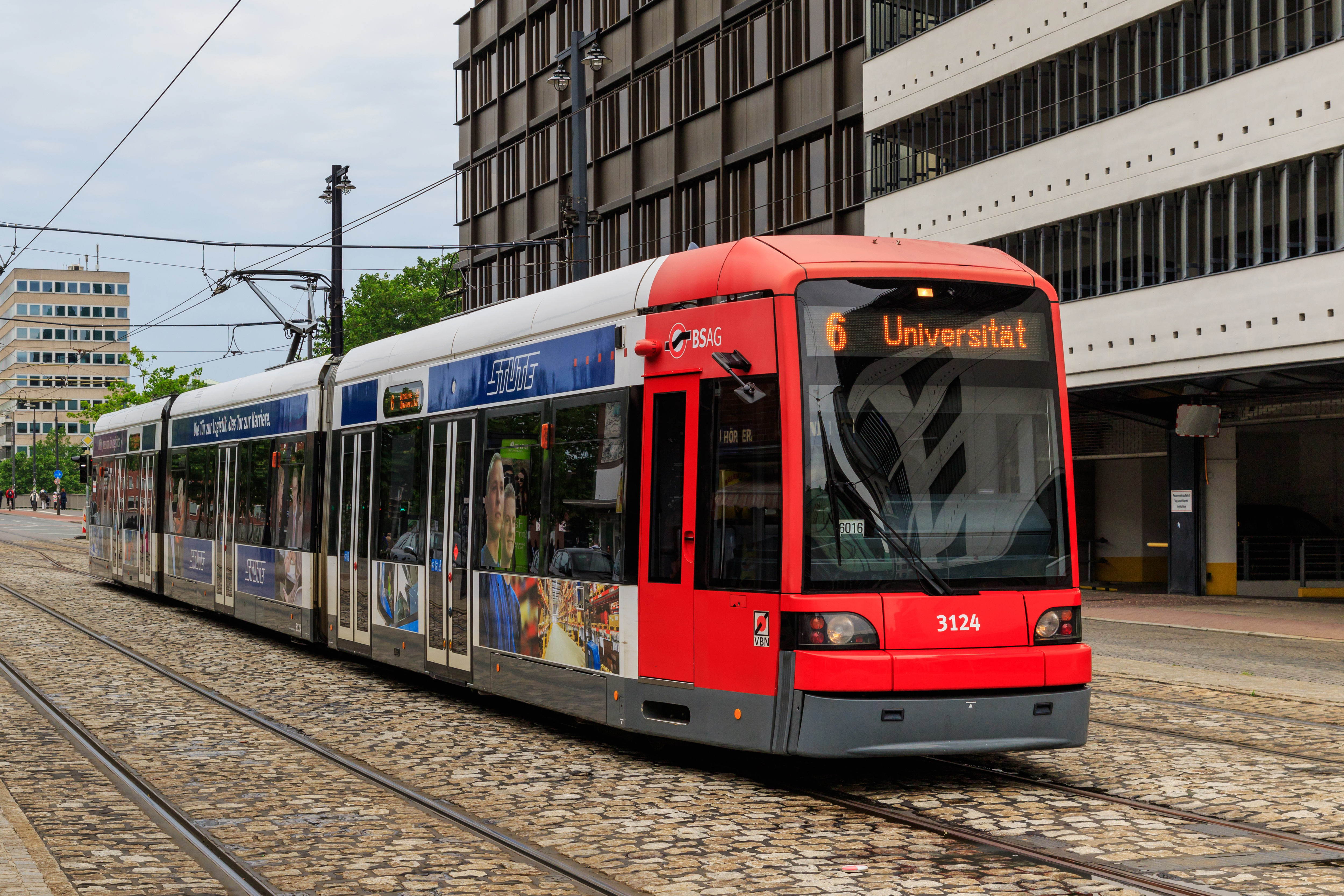
Straßenbahnzug an der Bremer Domsheide

## Stadtverkehr
In der Stadt Bremen betreibt die Bremer Straßenbahn AG (BSAG) Straßenbahn- und Buslinien. Sie beförderte 2012 rund 103,1 Mio. Fahrgäste, täglich rund 282.000. 2019 beförderte die BSAG täglich rund 290.000 Fahrgäste. Die Linie 1 wurde dabei am häufigsten genutzt mit täglich rund 58.000 Fahrgästen; die Buslinie 25 war mit täglich rund 23.000 Personen die häufigst befahrene Buslinie.

### Planungen für U- bzw. S-Bahn-Linien
In der sehr lang gestreckten Stadt Bremen gibt es, anders als in anderen eher kompakten deutschen Großstädten mit über und um 500.000 Einwohnern wie in Hannover oder Duisburg, keine U-Bahn oder U-Bahn-ähnliche Systeme.
U-Bahn
Unter dem Eindruck der wachsenden Spannungen zwischen der Straßenbahn und dem zu diesem Zeitpunkt rapide anwachsenden privaten Pkw-Verkehr untersuchte Bremen wie zahlreiche andere westdeutsche Städte in den 1950er Jahren die Verlegung bestehender innerstädtischer Straßenbahnstrecken in neu zu bauende Tunnelstrecken (siehe auch hier). Mehrere Gutachten befürworteten die Verlegung der Straßenbahnlinien 2 und 3 zwischen Ostertor und Doventor in Tunnellage, ein Gutachten des Verkehrswissenschaftlers Walther Lambert der damaligen TH Stuttgart empfahl 1958 den Bau von drei Tunnelstrecken in der Innenstadt, ein weiteres Gutachten von 1959 empfahl einen Tunnel zwischen Hauptbahnhof und Domsheide und erwartete hierfür Kosten in Höhe von 58,3 Mio. DM.
In den 1960er Jahren wurden diese Überlegungen in Richtung einer Voll-U-Bahn weiterentwickelt. Die zentrale konzeptionelle Grundlage hierzu war ein 1967 veröffentlichtes Gutachten von Prof. Grabe der damaligen TH Hannover, das wesentlich auf dem bestehenden Straßenbahnnetz aufbaute. Das Gutachten schlug zwei innerstädtischen Stammstrecken vor, die sich im Bereich der Obernstraße kreuzen und an die sich in den Außenbereichen jeweils zwei Streckenäste anschließen sollten, sodass sich insgesamt acht Äste ergeben hätten. Das Netz umfasste eine Gesamtlänge von rund 50 Kilometern und sollte die Straßenbahn langfristig ersetzen. Auf Grundlage des Gutachtens und in Hinblick auf die Integration in das künftige U-Bahn-Netz wurden drei in den 1960er und 1970er Jahren erstellte Streckenerweiterungen (Kurt-Huber-Straße – Osterholz Zürcher Straße, Gelsenkirchener Straße – Huchting Roland Center, Sielhof – Arsten) kreuzungsfrei angelegt.
Angesichts der ungesicherten Finanzierung des sehr aufwändigen Gesamtvorhabens nahm Bremen später Abstand von einer U-Bahn und verfolgte den weiteren Ausbau und die Modernisierung des Straßenbahnnetzes. Höltge vermerkte 1992, dass Grabe von einem Umsetzungshorizont von 50 Jahren, d. h. bis 2017, und Projektkosten von 1,2 Milliarden DM ausgegangen sei. Weiterhin ging das Gutachten von einer Fortsetzung des seit Kriegsende bestehenden Bevölkerungswachstums in der Stadt Bremen von rund 600.000 Personen im Jahr 1967 auf rund 800.000 Personen in 2000 aus, während die tatsächliche Einwohnerzahl seit Beginn der 1970er rückläufig war und 2000 bei etwa 540.000 Personen lag.
S-Bahn
1970 wurde Grabes U-Bahn-Gutachten durch ein von Rolf Kracke von der TH Hannover erstelltes S-Bahn-Projekt komplettiert. Für die Baustufen I bis III kalkulierten die Gutachter Investitionskosten in Höhe von 1,586 Milliarden. DM.
Die Konzepte für U- und S-Bahn wurden nicht und für die S-Bahn nur teilweise umgesetzt. Kritiker bemängeln deshalb eine zu geringe durchschnittliche Reisegeschwindigkeit der öffentlichen Verkehrsmittel, die sich auf den Strecken in der Innenstadt und den innenstadtnahen Abschnitten die Straßen mit anderen Verkehrsteilnehmern teilen müssen. Andere Nutzer bewerten es hingegen als positiv, dass die Haltestellen auch in der Innenstadt an der Oberfläche dichter zusammenliegen, dadurch leicht und schnell erreichbar sind und von Besuchern der Stadt gut wahrgenommen werden können.
Die Jungsozialisten Bremen beschlossen 1969 und 1972 ein Verkehrskonzept Bremen. Sie kritisierten die zu hohe Einwohnerzielzahl von 800.000. Sie forderten die S-Bahn-Linien S1 bis S3 auf den vorhandenen Eisenbahnen und fünf oberirdischen Stadtbahntrassen auf weitgehend eigenem Gleiskörper.
Realisierungen
Die Straßenbahn (Stadtbahn) verfügt aktuell über fünf auf eigenen Gleiskörper geführte Streckenabschnitte.
Mit der Einführung der Regio-S-Bahn Bremen/Niedersachsen erbringt die Linie RS1 mit 17 Haltepunkten im Stadtgebiet und einem 15-Minuten-Takt im Berufsverkehr auch innerstädtische Transportleistungen.

### Tagesverkehr: Straßenbahn

Bremer Straßenbahnnetz 2024

Das Straßenbahnnetz bildet das Kernstück des öffentlichen städtischen Verkehrs in Bremen. Sein Schwerpunkt befindet sich mit drei Knotenpunkten in der unmittelbar am rechten Ufer der Weser gelegenen Bremer Altstadt. Von dort aus erstrecken sich acht Linien sternförmig auf elf Linienäste, die das langgezogene Stadtgebiet am rechten Weserufer sowie die dichterbesiedelten Stadtteile am linken Weserufer, nicht jedoch den Stadtbezirk Bremen-Nord erschließen. Seit den späten 1990er Jahren werden Schritte zur Anbindung außerhalb des inneren Stadtgebietes gelegener Stadtteile und Siedlungen unternommen, 2014 wurde mit Lilienthal der erste Vorort im niedersächsischen Umland erschlossen.

#### Infrastruktur und Fahrzeuge

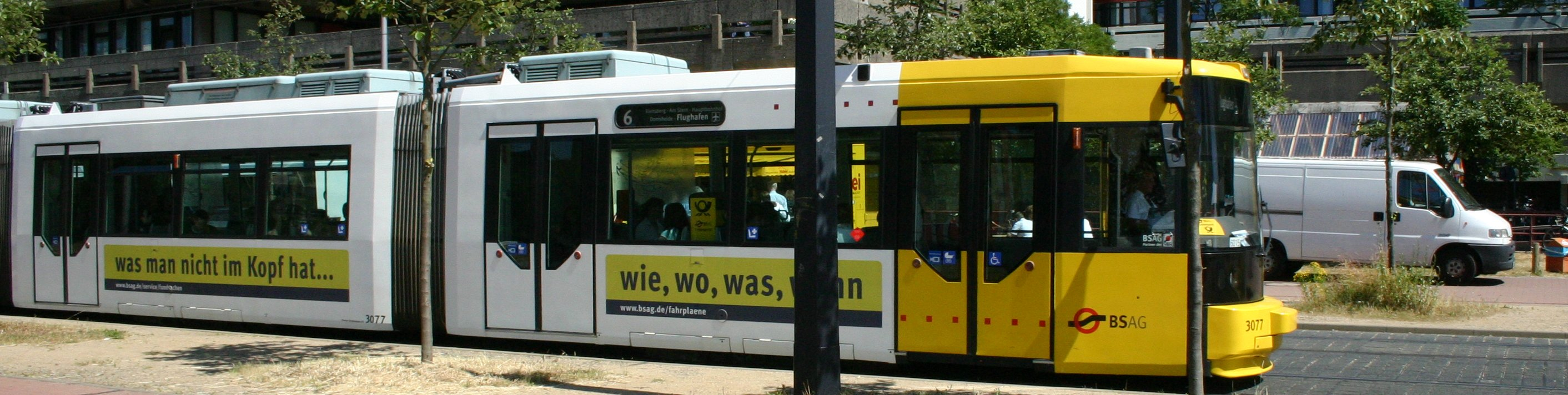
Niederflur-Straßenbahnwagen des Typs GT8N der BSAG

Die Bremer Straßenbahn fährt fast durchgehend zweigleisig auf Normalspurgleisen (lediglich auf einem kurzen Abschnitt im niedersächsischen Lilienthal gibt es nur ein Gleis), die teilweise im Straßenraum, überwiegend aber auf besonderem Bahnkörper verlegt sind. Auf den Außenästen der Strecken nach Arsten, Huchting und Osterholz gibt es außerdem Abschnitte auf unabhängigem Bahnkörper, teilweise als Hochbahn.

Das Liniennetz der Bremer Straßenbahn AG (BSAG) umfasst 620 km, davon 505,4 km als Busnetz und 114,6 km als Bahnnetz.
In Bremen fahren Einrichtungsfahrzeuge, die Wendeschleifen oder Gleisdreiecke zum Fahrtrichtungswechsel benötigen. Anfang der 1990er Jahre war die BSAG der erste Betrieb in Deutschland, der mit Serien von Niederflurfahrzeugen die barrierefreie Zugänglichkeit seiner Verkehrsmittel verbesserte. 2005 waren noch rund dreißig der älteren Hochflurzüge aus je einem Trieb- und Beiwagen im Einsatz, die jedoch seit Ende desselben Jahres nach und nach durch neue Niederflurfahrzeuge ersetzt werden.
Um den Betrieb zu beschleunigen, wurden von 1999 bis 2003 für 7,5 Mio. Euro 117 Lichtsignalanlagen mit Vorrangschaltungen für Straßenbahnen und Busse ausgestattet. Nachdem 2005 begonnen wurde, zunächst auf den Linien 1 und 6 den Gleismittenabstand zu erweitern, waren ab Herbst 2013 alle Linien bis auf die Linien 2 und 10 mit den breiteren Fahrzeugen befahrbar. Seit Sommer 2020 sind die 2,65 m breiten Fahrzeuge im gesamten Netz einsetzbar. Von den ca. 630 Lichtsignalanlagen sind 542 zur Beschleunigung und Priorisierung des ÖPNV durch öffentliche Verkehrsmittel technisch beeinflussbar (September 2021). Bis Herbst 2023 wurde die Technik auf den neusten Stand gebracht. Folglich wird dadurch die Vorrangschaltung deutlich verbessert.
Wichtig sind die drei Knotenpunkte Hauptbahnhof, Domsheide und Am Brill. Am Hauptbahnhof wurde 1999 eine sechsgleisige Umsteigestation für Straßenbahnen und Stadtbusse eröffnet, über die sechs der acht Bahnlinien verkehren. Nur die Linien 2 und 3 fahren stattdessen über Am Brill durch die Fußgängerzone in der Obernstraße, die als Haupteinkaufsstraße Bremens gilt, und über die Domsheide. Mit der Bürgermeister-Smidt-Brücke im Anschluss an die Brillkreuzung, und der Wilhelm-Kaisen-Brücke nahe der Domsheide stehen zwei räumlich getrennte Weserquerungen zur Verfügung.
Im Innenstadtbereich weist das Gleisnetz eine Reihe zusätzlicher Weichen, Gleisdreiecke und Fahrmöglichkeiten auf, so dass bei Bauarbeiten oder Streckensperrungen die meisten Straßenbahnlinien kleinräumig umgeleitet werden können. Historische Sonderzüge benutzen diese zusätzlichen Gleise für touristische Rundfahrten durch die Innenstadt.

#### Aktuelle Linienübersicht
Das Liniennetz sowie die Takte wurden zum 4. November 2024 angepasst. Grund dafür ist die Sperrung der Bgm.-Smidt-Brücke (Linie 1) sowie eine begrenzte Kapazität der Wilhelm-Kaisen-Brücke (Linie 4/6/8). Die Linie 1 wird nun über die Domsheide geführt, die Linie 8 fährt nicht mehr über die Weser und wendet durch die Innenstadt, auf den Linien 1, 4 und 6 wurde der Takt ausgedünnt und es verkehrt eine Zusatzlinie 14 auf der Südseite. Die Anpassungen bleiben bis zur Freigabe der Bgm.-Smidt-Brücke für Straßenbahnen bestehen. Ein neues Gutachten dafür wird im Sommer 2025 erwartet.
| Linie | Strecke | Haltestellen | HVZ                                | NVZ                               | Sonn- und Feiertag | Fahrzeit- dauer |
| ----- | --- | ------------ | ---------------------------------- | --------------------------------- | ------------------ | --------------- |
| 1     | Huchting – Westerstr. – Am Brill – Hauptbahnhof – Kirchbachstr. – Neue Vahr – Osterholz – Tenever – Bf. Mahndorf                                     | 44           | 7½'                                | 10'                               | 20'                | 58 Min.         |
| 1S    | Tenever-Zentrum → Osterholz → Neue Vahr → Kirchbachstr. (weiter als Linie 1E in Richtung Hauptbahnhof)                                               | 13           | 3 Fahrten                          | --                                | --                 | 20 Min.         |
| 2     | Gröpelingen – Walle – Doventor – Am Brill – Domsheide – Steintor – Hastedt – Sebaldsbrück                                                            | 29/33        | 10'                                | 10'                               | 20'                | 40 Min. 44 Min. |
| 3     | Gröpelingen – Waterfront – Überseestadt – Am Brill – Domsheide – Steintor – Weserstadion – Weserwehr                                                 | 29           | 10'                                | 10'                               | 20'                | 36 Min.         |
| 4     | Lilienthal – Borgfeld – Horn – Kirchbachstr. – Hauptbahnhof – Domsheide – Leibnizplatz – Huckelriede – Kattenturm – Arsten                           | 49 39        | 15' ab Lilienthal 7,5' ab Borgfeld | 20' ab Lilienthal 10' ab Borgfeld | 20'                | 66 Min. 52 Min. |
| 5 5S  | Gröpelingen – Waterfront – Waller Ring 5S ❮❯ 5 Überseestadt – Daniel-v.-Büren-Str. – Hauptbahnhof – Bürgerpark                                       | 14           | 20'                                | 20'                               | --                 | 24 Min.         |
| 6     | Universität – Riensberg – Am Stern – Hauptbahnhof – Domsheide – Leibnizplatz – BSAG Zentrum – Flughafen                                              | 25           | 7½'                                | 10'                               | 20'                | 33 Min.         |
| 8     | Kulenkampffallee – Am Stern – Hauptbahnhof 🠖 Daniel-v.-Büren-Str. 🠖 Radio Bremen 🠖 Am Brill 🠖 Domsheide 🠖 Hauptbahnhof – Am Stern – Kulenkampffallee | 24           | 20'                                | 20'                               | 20'                | 35 Min.         |
| 10    | Gröpelingen – Walle – Daniel-v.-Büren-Str. – Hauptbahnhof – Steintor – Hastedt – Sebaldsbrück                                                        | 32           | 10'                                | 10'                               | 20'                | 46 Min.         |
| 14    | Huchting – Westerstr. – Leibnizplatz – Huckelriede – Kattenturm – Arsten sa. und so. Huchting – Leibnizplatz und weiter als 6E bis BSAG-Zentrum      | 24/14        | 20'                                | 20'                               | 20'                | 30 Min. 16 Min. |

#### Standard-Linienübersicht
Im Normalfall verkehren die Straßenbahnlinien wie folgt:
| Linie | Strecke | Haltestellen | HVZ                                   | NVZ                               | Sonn- und Feiertag | Fahrzeit- dauer |
| ----- | --- | ------------ | ------------------------------------- | --------------------------------- | ------------------ | --------------- |
| 1     | Huchting – Westerstr. – Domsheide – Hauptbahnhof – Kirchbachstr. – Neue Vahr – Osterholz – Tenever – Bf. Mahndorf            | 47           | 7½'                                   | 10'                               | 20'                | 63 Min.         |
| 1S    | Tenever-Zentrum → Osterholz → Neue Vahr → Kirchbachstr. (weiter als Linie 1E in Richtung Hauptbahnhof)                       | 13           | 3 Fahrten                             | --                                | --                 | 20 Min.         |
| 2     | Gröpelingen – Walle – Doventor – Am Brill – Domsheide – Steintor – Hastedt – Sebaldsbrück                                    | 33           | 10'                                   | 10'                               | 20'                | 44 Min.         |
| 3     | Gröpelingen – Waterfront – Überseestadt – Am Brill – Domsheide – Steintor – Weserstadion – Weserwehr                         | 29           | 10'                                   | 10'                               | 20'                | 36 Min.         |
| 4     | (Lilienthal) – Borgfeld – Horn – Kirchbachstr. – Hauptbahnhof – Domsheide – Leibnizplatz – Huckelriede – Kattenturm – Arsten | 49 39        | 5-10' ab Borgfeld 5' ab Kirchbachstr. | 20' ab Lilienthal 10' ab Borgfeld | 20'                | 66 Min. 52 Min. |
| 4S    | Lilienthal – Borgfeld – Horn – Kirchbachstr. ❮❯ Linie 4 Arsten                                                               | 16           | 15'                                   | --                                | --                 | 25 Min.         |
| 5 5S  | Gröpelingen – Waterfront – Waller Ring 5S ❮❯ 5 Überseestadt – Daniel-v.-Büren-Str. – Hauptbahnhof – Bürgerpark               | 14           | 20'                                   | 20'                               | --                 | 24 Min.         |
| 6     | Universität – Riensberg – Am Stern – Hauptbahnhof – Domsheide – Leibnizplatz – BSAG Zentrum – Flughafen                      | 25           | 6'                                    | 10'                               | 20'                | 33 Min.         |
| 8     | Huchting – Westerstr. – Domsheide – Hauptbahnhof – Am Stern – Kulenkampffallee                                               | 22           | 20'                                   | 20'                               | 20'                | 30 Min.         |
| 10    | Gröpelingen – Walle – Daniel-v.-Büren-Str. – Hauptbahnhof – Steintor – Hastedt – Sebaldsbrück                                | 32           | 10'                                   | 10'                               | 20'                | 44 Min.         |

Die Linien 2 und 10 ergänzen sich auf ihren Außenästen zu einem 5-Minuten-Takt. Die Linie 4 verkehrt zwischen Arsten und Kirchbachstraße alle 5 Minuten. Ab Kirchbachstraße fährt jeder dritte Zug als 4S bis Lilienthal bzw. umgekehrt. Zwischen Kirchbachstr. und Borgfeld besteht somit ein 5- bis 10-Minuten-Takt. Die Linien 5 und 5S verkehren als eine Linie. Sie wechseln an der Haltestelle Waller Ring die Bezeichnung. Die Linie 6 wird in der Vorlesungszeit zwischen Universität und Hauptbahnhof durch zwei E-Wagen ergänzt. Die Linie 8 verkehrt montags bis freitags von 6 bis 9 Uhr alle 10 Minuten zwischen Huchting und Domsheide. Die Linie 10 wird sonntags tagsüber zwischen Bennigsenstraße und Waller Friedhof verstärkt und verkehrt im 10-Minuten-Takt.
Die Linien mit nachgestelltem „S“ sind Straßenbahnschnelllinien, die eine Reihe von Haltestellen ohne Halt passieren, wodurch sie um wenige Minuten kürzere Reisezeiten ermöglichen. Eine weitere Linie 3S wurde im Oktober 2014 nach knapp 18 Jahren eingestellt, kehrte 2019 aber in Form der Linie 5/5S zum Teil zurück.
Die Fahrzeugtypen GT8N-1 und GT8N-2 werden gleichermaßen auf allen Linien und Betriebshöfen eingesetzt. Langfristig werden die GT8N-2 mit EBO-Ausrüstung (3401–3435) nur vom Betriebshof Neustadt aus fahren und auf den Linien 1, 6 und 8 eingesetzt.

#### Fahrplanangebot
Die Straßenbahnlinien verkehren tagsüber montags bis samstags größtenteils im 10-Minuten-Takt, abends und sonntags alle 20 Minuten, ab etwa 0 Uhr noch alle 30 Minuten. Ausnahmen:
- Die Linie 1 verkehrt während Hauptverkehrszeit am Nachmittag alle 7½ Minuten.
- Die Linie 4 verkehrt auf dem Streckenabschnitt Arsten ↔ Borgfeld zur Hauptverkehrszeit alle 5 Minuten.
- Die Linie 5 verkehrt nur werktags und grundlegend im 20-Minuten-Takt. Die Betriebszeiten beschränken sich auf etwa 5–21 Uhr.
- Die Linie 6 verkehrt zur Hauptverkehrszeit alle 6 Minuten. Zudem fahren zwei Verstärkerzüge zwischen Universität und Hauptbahnhof zur Vorlesungszeit.
- Die Linie 8 verkehrt durchgehend alle 20 Minuten. Ab etwa 20:30 Uhr verkehrt sie nur noch auf dem nördlichen Abschnitt Kulenkampffallee – Hauptbahnhof – Brill – Westerstraße und über die Domsheide wieder zurück zum Hauptbahnhof und zur Kulenkampffallee.

Zwischen August 2022 und April 2024 war das Fahrplanangebot Mo–Fr im Straßenbahnnetz (bzw. bis Oktober 2024 im Busnetz) aufgrund von akutem Personalmangel reduziert. Seit dem 2. April 2024 wird wieder das Grundangebot im Straßenbahnnetz gefahren. Weiterhin von den Einschränkungen betroffen sind die Linien 33, 34 und 37, wann diese wieder regulär fahren werden, ist nicht bekannt.

##### Angebotsausbau Stufe 1: Nebenverkehrszeit und Sonntag
Montags bis freitags: Verdichtung des Grundtaktes von aktuell 10 Minuten auf dann mindestens 7½ Minuten von 9 Uhr bis 12:30 bzw. 15 Uhr. Folglich wird auf den Linien 1, 4, 6, 24, 26/27 zwischen 6:15 Uhr und 18:45 Uhr mindestens ein 7½-Minuten-Takt angeboten.
Sonntags: Verdichtung des Grundtaktes von aktuell 20 Minuten auf dann 15 Minuten von 12 bis 19 Uhr.
Die Umsetzung war für Januar 2022 geplant, aufgrund von Personalmangel wurde die Umsetzungstart verschoben. 2024 hieß es, ein Start sei bis März/April 2025 umzusetzen. Im Dezember 2024 wurde mitgeteilt, dass das Geld für die Finanzierung des Stadttickets verwendet werden müsse. 2025 wurde die Stufe 1 für den Betriebsstart im Januar 2026 bestellt.

##### Angebotsausbau Stufen 2 und 8: Prioritätsnetz mit Metrobuslinien, Angebot am Samstag
- Montags bis freitags: Hauptlinien 6 Uhr bis 21 Uhr mindestens im 10-Minuten-Takt
- Samstags: Hauptlinien zwischen 9 Uhr und 19 Uhr im 7½-Minuten-Takt
- Sonntags: Verlängerung des 15-Minuten-Taktes von 10 Uhr bis 21 Uhr
- Linie 1: in der HVZ alle 6 bis 7 statt alle 7½ Minuten
- Linie 5: verlängerte Streckenführung zur Universität und alle 15 statt 20 Minuten
- Linie 6: in der HVZ alle 5 statt 6 Minuten
- Einführung eines Metrobus-Netzes mit acht Metrobuslinien, die mindestens im 10-Minuten-Takt verkehren werden

Umsetzung auf Mitte 2026 verschoben

##### Angebotsausbau Stufe 6: Abend- und Nachtverkehr
Der Grundtakt früh morgens und spät abends wird von einem 20-Minuten-Takt auf einen 15-Minuten-Takt angepasst, anschließende Linien fahren darauf abgestimmt.
Am Wochenende fährt der Nachtverkehr im durchgehenden 30-Minuten-Takt statt 60-Minuten-Takt. Das Nachtliniennetz wird um bisher nicht erschlossene Bereiche erweitert.

#### Ausbaupläne
Das Streckennetz der Straßenbahn soll weiter ausgebaut werden. Ziel der nachfolgend aufgeführten Ausbauplanungen ist es, die Anbindung außen liegender Siedlungen an die Innenstadt Bremens zu verbessern, wobei mit der Verlängerung der Linie 4 nach Lilienthal-Falkenberg erstmals auch die Grenze nach Niedersachsen überquert wurde.
Konkret werden derzeit folgende Ausbaupläne verfolgt:
| Linie  | Linie       | Geplante Baumaßnahmen | Aktueller Projektstand       | Inbetriebnahme |
| ------ | ----------- | --- | ---------------------------- | -------------- |
| 1      | Ausbau Süd  | Verlängerung von Huchting, Roland-Center über die Trasse der Bremen-Thedinghauser Eisenbahn (BTE) und die Heinrich-Plett-Allee nach Mittelshuchting, Brüsseler Straße | Straßen-, Wege- und Gleisbau | 2026           |
| 2      | Ausbau Ost  | Verbindung zwischen Julius-Brecht-Allee und Bennigsenstraße | Straßen-, Wege- und Gleisbau | 2027           |
| 8      | Ausbau Süd  | Verlängerung von Huchting, Roland-Center über die Trasse der Bremen-Thedinghauser Eisenbahn bis zur Landesgrenze Varreler Landstraße                                  | Gleisbau                     | 2025           |
| 8      | Ausbau Süd  | Fortführung über die Bremen-Thedinghauser Eisenbahn von der Landesgrenze, Dovemoorstraße durch Stuhr nach Weyhe-Leeste, Hagener Straße                                | Gleisbau                     | 2027           |
| 5      | Ausbau West | Bau einer Straßenbahn bis zum hinteren Teil der Überseestadt (Hafenkante)                                                                                             | Trassenführung ausstehend    |                |
| 2/3/10 | Ausbau Ost  | Verlängerung von Sebaldsbrück nach Osterholz sowie Verlängerung vom Weserwehr über die Malerstraße nach Sebaldsbrück                                                  | Planung gestartet            |                |

Im Koalitionsvertrag der Rot-grün-roten Koalition wurden 2019 noch folgende weitere mögliche Ausbauvorhaben genannt: Vom 2. Quartal 2022 bis zum 3. Quartal 2023 sollten weitere mögliche Ausbauvorhaben definiert und diese mit den vorhandenen priorisiert werden. Entsprechende Ergebnisse sind allerdings nicht publiziert worden.
| Linie  | Linie            | Geplante Baumaßnahmen |
| ------ | ---------------- | --- |
|        |                  | |
| 2/3/10 | Ausbau West      | Verlängerung von Gröpelingen zum Bf Oslebshausen oder Bf Burg |
| 4/6    | Riensberg / Horn | Verbindung beider Linien zwischen Riensberg und Horn. Realisierung einer Schnellverbindung zwischen Lilienthal und der Innenstadt                                |
| 8      | Ausbau Nord/Ost  | Verlängerung von der Kulenkampffallee zur Universität. Zwischen den Haltestellen Kulenkampffallee und Wätjenstraße oder über die Parkallee und Universitätsallee |

### Tagesverkehr: Omnibus

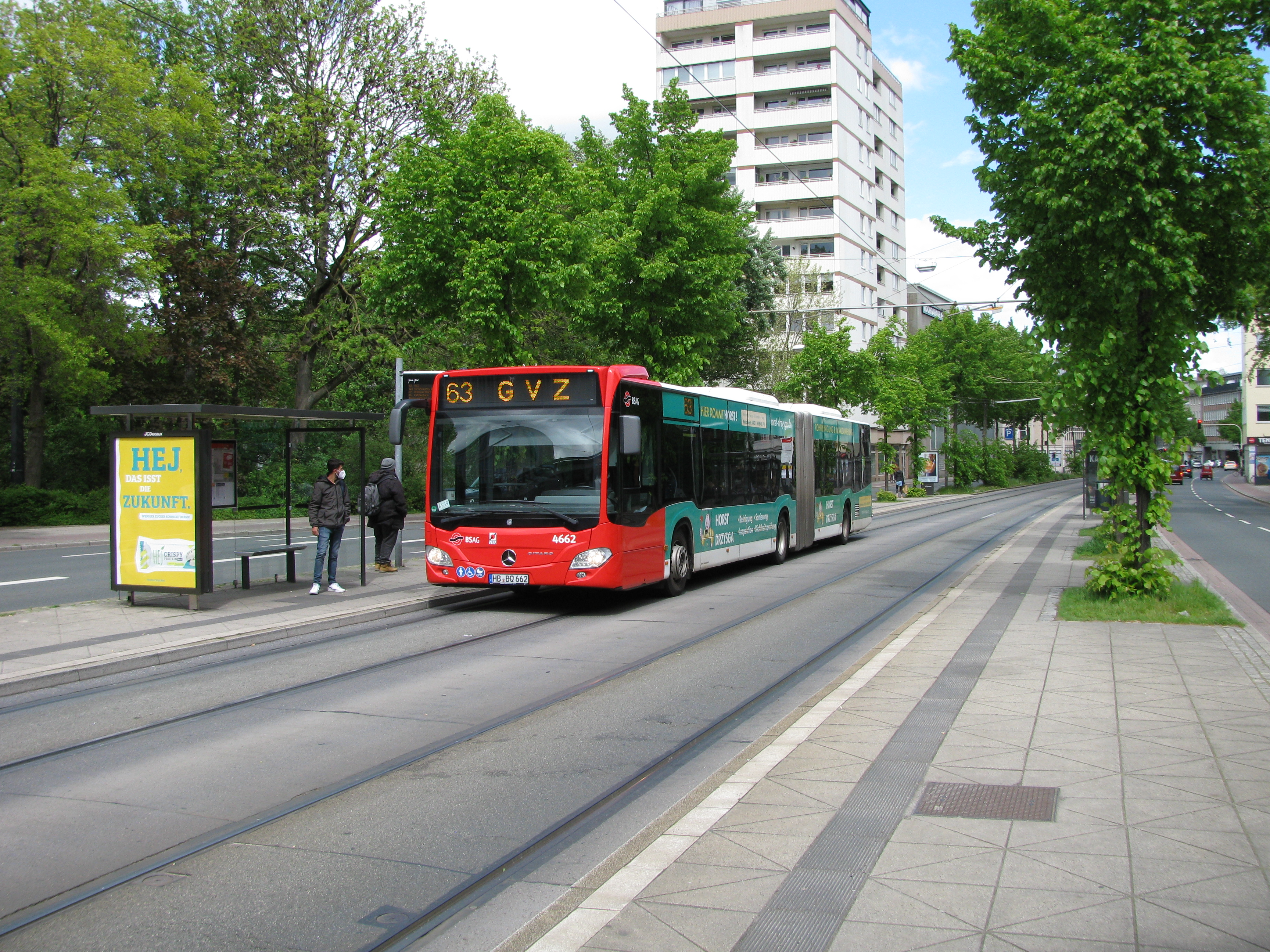
Gelenkbus der BSAG

Die Stadtbuslinien bedienen die nicht vom Schienenverkehr erschlossenen Gebiete und verbinden die Straßenbahnlinien miteinander. Teilweise ersetzen sie eingestellte Straßenbahnstrecken.

#### Fahrzeuge und Infrastruktur
Die Busflotte besteht vollständig aus Niederflurfahrzeugen, von denen im Juli 2024 191 als Gelenk-, 50 als 12-m-Busse und 3 als Midibusse im Bestand der BSAG waren. Der Fuhrpark setzt sich aus konventionellen Dieselbussen, Diesel-Hybrid-Bussen und Batteriebussen zusammen.

##### Solobusse
Die Midibusse werden auf der Ringlinie 82 eingesetzt.
Die 12-Meter Fahrzeuge kommen ausschließlich in Bremen-Stadt zum Einsatz. Dabei werden Diesel- und Batteriebusse gemischt eingesetzt.
Der erste Elektrobus wurde im Dezember 2021 ausgeliefert, als Teil einer Bestellung von insgesamt fünf identischen Fahrzeugen. Es handelt sich dabei um eCitaro-Busse von Mercedes-Benz mit Lithium-Polymer-Batterien mit festem Elektrolyt. Zeitgleich mit der Auslieferung diese Busses wurde ein Folgeauftrag über 15 weitere gleichartige Busse getätigt.

##### Gelenkbusse
Der Gelenkbus-Fuhrpark ist überaltert und wird derzeit erneuert, um 13-15 Jahre alte Fahrzeuge mit der Abgasnorm EEV zu ersetzen. Die Fahrzeuge ab 2014 erfüllen die Abgasnorm Euro-6, wobei ab Baujahr 2019 diese als Diesel-Hybrid ausgeführt sind. In Bremen-Stadt kommen Diesel-Fahrzeuge aller Baujahre gemischt zum Einsatz. In Bremen-Nord werden vornehmlich Batteriebusse eingesetzt (Inbetriebnahme läuft). Weitere 30 Diesel-Hybrid-Busse warten auf die Auslieferung.
Im Januar 2025 wurde der erste elektrische Gelenkbus aus zwei Bestellungen von insgesamt 50 Elektro-Gelenkbussen übergeben. Es handelt sich dabei um einen Bus des spanischen Herstellers Irizar vom Typ iebus18. Dieser liefert im Laufe des Jahres 2025 weitere 14 Busse. Bei Mercedes-Benz wurden 35 Fahrzeuge des Typs eCitaro G bestellt.
An fast allen Ampeln mit Busverkehr wurden Vorrangschaltungen bei den Lichtsignalanlagen eingerichtet.
Neben ehemaligen Fahrzeugen der BSAG, kommen weitere Fahrzeuge auf den von Sub-Unternehmern bedienten Strecken zum Einsatz:
| Linie    | Anzahl | Baujahre         | Fahrzeug-Typ         |
| -------- | ------ | ---------------- | -------------------- |
| 29/52/63 | 4      | 2013, 2016       | ex BSAG-Citaro C2G   |
| 57/58/63 | 6      | 2013, 2016       | ex BSAG-Citaro C2G   |
| 63       | 4      | 2017, 2022, 2023 | Solaris Urbino 18 IV |

#### Linienübersicht
Im Folgenden sind alle Stadtbuslinien, sortiert nach Art der Linienführung und bedienten Ortsteilen, aufgeführt. Vollständige und aktuelle Linienverzeichnisse sind bei den Verkehrsbetrieben erhältlich.
| Linie             | Endpunkte                                                                                 | Verlauf | Takt |
| ----------------- | ----------------------------------------------------------------------------------------- | --- | ---- |
| Durchmesserlinien |                                                                                           | |      |
| 24                | Rablinghausen ↔ Neue Vahr-Nord                                                            | (von April bis September ab Lankenauer Höft –) Rablinghausen – Westerstraße – Domsheide – Hauptbahnhof – Kurfürstenallee – Neue Vahr-Nord | 7½   |
| 25                | Weidedamm-Süd ↔ Hauptbahnhof ↔ Osterholz                                                  | Weidedamm-Süd – Utbremer Ring – Am Brill – Domsheide – Hauptbahnhof – Gartenstadt Vahr – Blockdiek – Schweizer Eck | 7½   |
| 26                | Überseestadt ↔ Hauptbahnhof ↔ Huckelriede ↔ Kattenturm                                    | Überseestadt-Nord – Waller Ring – Bf Walle – Utbremer Ring – Hauptbahnhof – Am Brill – Pappelstraße – Huckelriede – Habenhauser Landstraße – Kattenturm-Mitte – Klinikum Haupteingang | 15   |
| 27                | Weidedamm-Nord ↔ Hauptbahnhof ↔ Huckelriede ↔ Brinkum-Nord (IKEA)                         | Weidedamm Nord – Utbremer Ring – Hauptbahnhof – Am Brill – Pappelstraße – Huckelriede – Kattenturm-Mitte – Kattenesch – Brinkum-Nord (IKEA/Marktkauf) | 15   |
| Halbmesserlinien  |                                                                                           | |      |
| 63                | Hauptbahnhof ↔ Güterverkehrszentrum (GVZ) (in der HVZ vereinzelt ergänzt durch Linie 63S) | Hauptbahnhof → Am Brill → Reedeich-Nord → Georg-Henschel-Straße → Franz-Stickan-Straße → GVZ/Zentralbereich → Georg-Henschel-Straße → Reedeich-Nord → Am Brill → Hauptbahnhof (Linie 63S verkehrt ohne Halt zwischen Hauptbahnhof und Reedeich-Nord) | 15   |
| Tangentiallinien  |                                                                                           | |      |
| 21                | Universität ↔ Horn ↔ Sebaldsbrück ↔ Blockdiek                                             | Universität-Nord – Horn – Polizeipräsidium – Bf Sebaldsbrück – Sebaldsbrück – Mercedes-Benz – Bottroper Straße (zeitweise ab Sebaldsbrück weiter als Linie 44 nach Bf Mahndorf) | 15   |
| 22                | Universität-Ost ↔ Kulenkampffallee ↔ Kattenturm                                           | Universität-Ost – Universität/Zentralbereich – Kulenkampffallee – Kirchbachstraße – Stader Straße – Karl-Carstens-Brücke – Kattenturm-Mitte | 15   |
| 28                | Universität ↔ Findorff ↔ Walle ↔ Überseestadt                                             | Universität-Nord – Wiener Straße – Stadtwaldsee – Utbremer Ring – Hansestraße – Konsul-Smidt-Straße – Hochschule für Künste – Überseestadt-Nord | 20   |
| 29                | Neue Vahr-Nord ↔ Kattenturm (samstags nur: Neue Vahr-Nord ↔ Blockdiek)                    | Neue Vahr-Nord – Berliner Freiheit – Im Holter Feld – Mercedes-Benz – Sebaldsbrück – Glockenstraße/Bf Hemelingen – (Gewerbepark Hansalinie) – Kattenturm-Mitte (zeitweise weiter als Linie 52 nach Huchting) | 30   |
| 33                | Horn ↔ Sebaldsbrück                                                                       | Horn – Horner Mühle – Apfelallee – Im Holze – Bf Oberneuland – Osterholzer Landstraße – Heinz-Hinners-Platz – Sebaldsbrück | 20   |
| 34                | Horn ↔ Sebaldsbrück                                                                       | Horn – Horner Mühle – Apfelallee – Modersohnweg – Bf Oberneuland – Osterholzer Landstraße – Heinz-Hinners-Platz – Sebaldsbrück | 20   |
| 52                | Huchting ↔ Kattenturm                                                                     | Roland-Center – Grolland – Flughafen – Kattenturm-Mitte (zeitweise weiter als Linie 29 nach Neue Vahr-Nord) | 30   |
| Bereich Ost       |                                                                                           | |      |
| 31                | Borgfeld Ost → Horn → Nedderland → Horn → Borgfeld Ost                                    | Borgfeld Ost → Am Lehester Deich → Fultonstraße → Kopernikusstraße → Universität → Horn → Achterdiek → Ludwig-Sütterlin-Straße → Nedderland → Horn → Universität → Kopernikusstraße → Fultonstraße → Am Lehster Deich → Borgfeld Ost (zu Schwachlastzeiten nur auf dem Abschnitt 'Horn → Achterdiek → Nedderland → Horn' unterwegs. Diese verkehrt dann ab Horn weiter als Linie 33 oder 34) | 30   |
| 37                | Sebaldsbrück ↔ Bf Mahndorf                                                                | Sebaldsbrück – Heinz-Hinners-Platz – Schweizer Eck – Am Großen Kuhkamp – Bf Mahndorf | 15   |
| 38                | Bf Mahndorf ↔ Weserpark-Süd                                                               | Bf Mahndorf – Malthusstraße – Uphusen / In den Ellern – Panrepel – Weserpark-Süd | 30   |
| 39                | Bf Mahndorf ↔ Weserpark-Süd                                                               | Bf Mahndorf – Malthusstraße – Weserpark-Süd | 20   |
| 40                | Bf Mahndorf ↔ Weserwehr                                                                   | Bf Mahndorf – Heisiusstraße – Marschstraße – Glockenstraße/Bf Hemelingen – Föhrenstraße – Weserwehr | 10   |
| 41                | Bf Mahndorf ↔ Weserwehr                                                                   | Bf Mahndorf – Ruppertshainer Straße – Marschstraße – Glockenstraße/Bf Hemelingen – Föhrenstraße – Weserwehr | 10   |
| 41S               | Marschstraße ↔ Weserwehr                                                                  | als Linie 41 vom Bf Mahndorf kommend: Marschstraße – Autobahnzubringer Hemelingen – Weserwehr (ohne Zwischenhalt) | 30   |
| 42                | Gewerbepark Hansalinie ↔ Weserwehr                                                        | Europaallee Ost – La-Rochelle-Straße – Walther-Jacobs-Straße – Schlengstraße – Glockenstraße/Bf Hemelingen – Föhrenstraße – Weserwehr | 30   |
| 44                | Bf Mahndorf ↔ Sebaldsbrück                                                                | Bf Mahndorf – Ruppertshainer Straße – Marschstraße – Sebaldsbrück (zeitweise weiter als Linie 21 nach Universität-Nord) | 30   |
| Bereich Süd       |                                                                                           | |      |
| 55                | Huchting ↔ Brinkum                                                                        | Roland-Center – Friedhof Huchting – Moordeich – Stuhr – Brinkum / ZOB (– Schule Brunnenweg) | 20   |
| 57                | Ringverkehr Huchting                                                                      | Ringlinie: Roland-Center → Friedhof Huchting → Am Sodenmatt → Brüsseler Straße → Roland-Center | 10   |
| 58                | Ringverkehr Huchting                                                                      | Ringlinie: Roland-Center → Brüsseler Straße → Am Sodenmatt → Friedhof Huchting → Roland-Center | 10   |
| 61                | Rablinghausen ↔ Sandhausen                                                                | Rablinghausen – Strom – Sandhausen | ~60  |
| 62                | Rablinghausen ↔ Hasenbüren                                                                | Rablinghausen – Seehausen – Hasenbüren | 60   |
| 65                | Ringverkehr Seehausen / Strom                                                             | Ringlinie: Rablinghausen → Seehausen → Hasenbüren → Strom → Rablinghausen | 120  |
| 66                | Ringverkehr Seehausen / Strom                                                             | Ringlinie: Rablinghausen → Strom → Hasenbüren → Seehausen → Rablinghausen | 120  |
| Bereich West      |                                                                                           | |      |
| 20                | Hohweg ↔ Bf Walle ↔ Europahafen                                                           | Hohweg – Bf Walle – Karl-Peters-Straße – Konsul-Smidt-Straße – Europahafen | 30   |
| 80                | Gröpelingen ↔ Industriehäfen ↔ Bf Oslebshausen                                            | Gröpelingen – Togostraße – Stahlwerk Tor 2 – Hüttenstraße-Süd – Von-Ossietsky-Straße – Bf Oslebshausen | 30   |
| 81                | Gröpelingen ↔ Industriehäfen ↔ Gröpelingen                                                | Gröpelingen → Bf Oslebshausen → Mittelsbürener Landstraße → Stahlwerk Tor 2 → Hüttenstraße Süd → Stahlwerk Tor 1 → Mittelsbürener Landstraße → Bf Oslebshausen → Gröpelingen | 30   |
| 82                | Ringverkehr Gröpelingen                                                                   | Gröpelingen → Schwarzer Weg → Bromberger Straße → In den Barken → Lindenhofstraße → Gröpelingen | 30   |
| Bereich Nord      |                                                                                           | |      |
| 90                | Gröpelingen ↔ Neuenkirchen                                                                | Gröpelingen – Ritterhuder Heerstraße – Bf Burg – Stader Landstraße – Rotdornallee – Bf Lesum – Am Bf St. Magnus – Bf Schönebeck – Bf Vegesack – Bf Aumund – Bf Klinikum Bremen-Nord – Bf Blumenthal – Bf Farge – Heidstraße | 15   |
| 91                | Gröpelingen ↔ Rönnebeck                                                                   | Gröpelingen – Riedemannstraße – Bf Burg – Stader Landstraße – Stehnckenshoff – Lesum Park – Am Bf St. Magnus – Bf Schönebeck – Bf Vegesack – Bf Blumenthal – Bf Kreinsloger – Lüssum – Bf Turnerstraße – Buschdeel | 15   |
| 92                | Gröpelingen ↔ Rönnebeck                                                                   | Gröpelingen – Riedemannstraße – Bf Burg – Stader Landstraße – Rotdornallee – Lesum Park – Am Bf St. Magnus – Bf Vegesack – Bf Blumenthal – Bf Kreinsloger – Lüssum – Bf Turnerstraße – Buschdeel | 15   |
| 93                | Gröpelingen ↔ Marßel                                                                      | Gröpelingen – Ritterhuder Heerstraße – Bf Burg – Stader Landstraße – Burgdammer Ring – Marßel | 15   |
| 94                | Marßel ↔ Bf Burg ↔ Schwanewede-Nord                                                       | Marßel – Bf Burg – Knoops Park – Bf Vegesack – Fährgrund – Bf Blumenthal – Bockhorn – Am Spreeken | 15   |
| 95                | Gröpelingen ↔ Bockhorn (oder Betriebshof Blumenthal)                                      | Gröpelingen – Ritterhuder Heerstraße – Bf Burg – Stader Landstraße – Knoops Park – Grohn – Bf Vegesack – Bf Aumund – Bf Klinikum Bremen-Nord – Bf Blumenthal – Lüssum – Bockhorn/Landesgrenze (oder Betriebshof Blumenthal) | 15   |
| 96                | Ringverkehr Blumenthal                                                                    | Ringlinie: Bf Blumenthal → Eggestedter Straße → Betriebshof Blumenthal → Am Fillerkamp → Eggestedter Straße → Bf Blumenthal | 15   |
| 98                | Bf Vegesack → Hammersbeck → Bf Vegesack                                                   | Ringlinie: Bf Vegesack → Gerhard-Rohlfs-Straße → Ascherfeld → Borchsholt → Dobbheide → Ascherfeld → Gerhard-Rohlfs-Straße → Bf Vegesack | 15   |

Die Linien 20, 61, 65, 66 und 80 verkehren teilweise nur einige Male am Tag oder mit Anruf-Linien-Taxis.
Die Linien 77 und 87 wurden Ende 2017 in den Fahrplan der Linie 677 übernommen.
Die Linie 99 wurde Ende 2016 eingestellt und in die Linie 98 eingefasst.
Zum Fahrplanwechsel im Dezember 2017 gab es geringfügige Linienwegänderungen auf den Linien 90, 91, 92 und 95. Die Linien 94 und 95 wurden in Richtung Gröpelingen und Marßel getauscht. Die Linie 96 wird unter der Woche durch die Linien 91, 92 und 95 ersetzt. Statt diesen Linien verkehrt am Wochenende die Linie 96 auf einer neuen Ringlinienführung. Die Linie 97 und der dazugehörige Streckenabschnitt über Am Knick wurde eingestellt. Diese Maßnahme soll die Verbindungen zur Regio-S-Bahn-Linie RS1 verbessern und gleichzeitig Überkapazitäten einsparen.
Im Zuge des Fahrplanwechsels wurden folgende Linienfarben geändert: Linie 27 (getrennt von Linie 26) in Orange, Linie 61 in Hellblau, Linie 65/66 in Hellgrün, Linie 80 in Hellgrün. Die Farbänderungen der Linien 65, 66 und 80 ersetzen das schlecht erkennbare verwaschene Grün. Die Linie 61 erhielt eine neue Farbe, um sich von der neuen Farbe der Linien 65/66 abzuheben.
Zum Fahrplanwechsel Mai 2020 übernahm die Linie 26 die Strecke der Linie 51 und die Linie 27 die Strecke der Linie 53, sodass eine Direktverbindung vom Hauptbahnhof nach Brinkum-Nord (IKEA) entstand.
Seit dem Fahrplanwechsel November 2020 wird die Linie 63 zur Hauptverkehrszeit ergänzt von der erneut eingeführten Linie 63S. Diese verkehrt zwischen denselben Endpunkten, jedoch mit weniger Zwischenhalten.
Von November 2024 bis April 2025 war die Bgm.-Smidt-Brücke auch für Busse gesperrt. Die Linien 26/27 endeten am Hauptbahnhof. Auf der Südseite verkehrten ersatzweise die Linien 46 (26) und 47 (27). Diese endeten an der Pappelstr. in der Neustadt. Um die überfüllten Fahrzeuge auf der Wilhelm-Kaisen-Brücke zu entlasten, wurde eine neue Linie 45 zwischen Huckelriede, Weserwehr und Sebaldsbrück eingerichtet. Die Linie 45 wird ab August 2025 eingestellt und geht in der neuen Linie 23 (Huckelriede-Universität) auf.
Ab August 2025 wird das Busnetz im Bremer Osten neu sortiert. Die Linie 29/52 wird getrennt. Die 29 verkehrt dann zwischen Neue Vahr Nord und Gewerbepark Hansalinie und ersetzt die Linie 42. Die Linie 52 wird in Huckelriede statt Kattenturm enden. Eine neue Linie 23 wird von Huckelriede über Hemelingen und Sebaldsbrück zur Universität verkehren und die Linie 21 verstärken. Sie ersetzt dann die Entlastungslinie 45. Die Linie 21 soll längerfristig bis nach Mahndorf verlängert werden und die Linie 37 ersetzen.

### Nachtverkehr
Das Nachtverkehrsnetz ist auf einen Rundumanschluss am Hauptbahnhof ausgerichtet und bedient von dort aus nur die wichtigsten Verkehrsachsen. Die Nachtlinien N1, N4 und N10 verkehren als Straßenbahnen, die übrigen Nachtlinien als Omnibus. Wochentags gibt es zwei Fahrten um Mitternacht und um 0:30 Uhr sowie eine morgens um 4:30 Uhr. Die Nachtlinien N1, N7 und N10 fahren darüber hinaus noch einmal um 1:30 Uhr, die Linien N1 und N10 noch einmal um 3:45 Uhr. Die Linie N6 fährt wochentags bis ca. 2:00 Uhr im 30-Minuten-Takt. In den Wochenendnächten fahren die Nachtbahnen und -busse alle 60 Minuten, bis das Tagesnetz wieder beginnt.

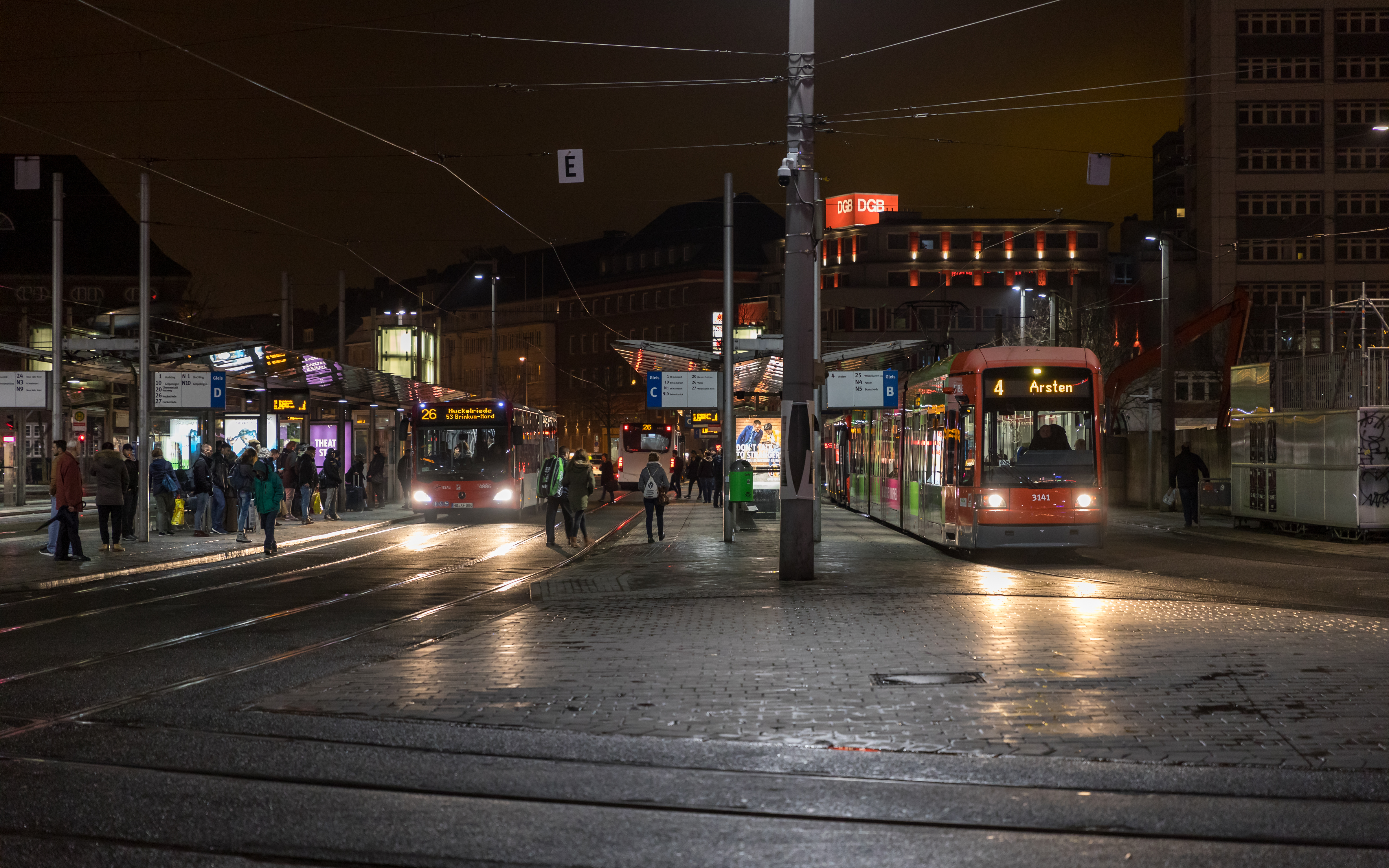
Hauptbahnhof Bremen bei Nacht

Seit dem 1. Januar 2007 musste für die Benutzung der Nachtlinien (bis 4 Uhr) ein Zuschlag in Höhe von einem Euro pro Person und Nacht gezahlt werden. Inhaber eines MIAplus Tickets, eines JobTickets, eines Jugendfreizeittickets, einer BahnCard 100 oder eines Kombi- bzw. NachtTickets waren von diesem Zuschlag befreit. Seit dem 1. April 2007 mussten, nach starken Protesten, auch die Inhaber eines VBN-SemesterTickets keinen Nachtzuschlag mehr zahlen. Anfang 2020 wurde der Nachtzuschlag vollständig abgeschafft.
| Linie                    | Endpunkte                                                   | Verlauf | Takt in Minuten |
| ------------------------ | ----------------------------------------------------------- | --- | --------------- |
| Straßenbahn N1           | Huchting ↔ Bf Mahndorf                                      | Roland-Center – Am Brill – Hauptbahnhof – Kirchbachstraße – Neue Vahr – Osterholz – Bf Mahndorf                                                                       | 30/60           |
| Buslinie N3              | Rablinghausen ↔ Bf Mahndorf                                 | Rablinghausen – Westerstraße – Domsheide – Hauptbahnhof – Universität – Oberneuland – Osterholz – Bf Mahndorf                                                         | 30/60           |
| Straßenbahn N4           | Arsten ↔ Lilienthal                                         | Arsten – Kattenturm – Huckelriede – Domsheide – Hauptbahnhof – Schwachhausen – Horn – Borgfeld – Lilienthal                                                           | 30/60           |
| Buslinie N5              | Domsheide ↔ Bf Mahndorf                                     | Domsheide – Hauptbahnhof – Gartenstadt Vahr – Blockdiek – Mercedes-Benz – Sebaldsbrück – Arbergen – Bf Mahndorf                                                       | 30/60           |
| Buslinie N6              | Ringverkehr Huchting                                        | Roland-Center → Friedhof Huchting → Am Sodenmatt → Brüsseler Straße → Roland-Center                                                                                   | 30/60           |
| Buslinie N7 Nachttaxi N7 | Hauptbahnhof ↔ Neuenkirchen Btrh. Blumenthal ↔ Neuenkirchen | Hauptbahnhof – Findorff – Walle – Gröpelingen – Bf Burg – Bf Schönebeck – Bf Vegesack – Bf Blumenthal – Neuenkirchen nur so–do: Betriebshof Blumenthal – Neuenkirchen | 30/60           |
| Buslinie N9              | Neue Vahr-Nord ↔ Huckelriede                                | Neue Vahr-Nord – Schwachhausen – Hauptbahnhof – Am Brill – Huckelriede – Kattenturm – Arsten – Huckelriede                                                            | 30/60           |
| Straßenbahn N10          | Gröpelingen ↔ Sebaldsbrück                                  | Gröpelingen – Walle – Hauptbahnhof – Steintor – Hastedt – Sebaldsbrück                                                                                                | 30/60           |
| Nachttaxi N94            | Bf Blumenthal ↔ Schwanewede                                 | Bf Blumenthal – Bockhorn/Landesgrenze – Schwanewede Ostlandstraße | 60/unregelmäßig |
|                          |                                                             | |                 |

Die Planungsgruppe der BSAG Zukunft 2030 (Z30) kann sich in der Zukunft folgendes Nacht-Streckennetz vorstellen:
| Linie | Strecke |
| ----- | --- |
| N1    | Leeste – Erichshof – Brinkum – Moordeich – Huchting – Hochschule – Am Brill – Hauptbahnhof – Kirchbachstr. – Neue Vahr-Süd – Osterholz – Tenever – Bf Mahndorf                                                                    |
| N2    | Sebaldsbrück – Osterhop – Ruppertshainer Str. – Bf Mahndorf |
| N3    | Rablinghausen – Woltmershausen – Bf Neustadt – Domsheide – Hauptbahnhof – Bürgerpark – Hemmstr. – Bf Walle – Waller Ring – Überseestadt-Nord                                                                                      |
| N4    | Arsten – Kattenturm – Huckelriede – Leibnizplatz – Domsheide – Hauptbahnhof – Kirchbachstr. – Horn – Horn-Lehe – Borgfeld – Lilienthal                                                                                            |
| N5    | Domsheide – Hauptbahnhof – Bismarckstr. – Julius-Brecht-Allee – Rennplatz – Mercedes-Benz – Osterholzer Heerstr. – Schweizer Eck – Kuhkamp – Bf Mahndorf                                                                          |
| N6    | Gröpelingen – Häfen/Waller Ring – Überseestadt – Hauptbahnhof – Am Stern – Riensberg – Universität |
| N7    | Gröpelingen – Grambke – Burg – Marßel – Lesum – Schönebeck – Bf Vegesack – Bremer Vulkan – Bf Blumenthal – Wasserturm – Kreinsloger – Rönnebeck – Farge – Neuenkirchen                                                            |
| N8    | Bf Vegesack – Aumund – Bf Blumenthal – Bockhorn – Schwanewede |
| N9    | Neue Vahr-Nord – Kirchbachstr. – Crüsemannallee – Am Stern – Hauptbahnhof – Am Brill – Pappelstr. – Willigstr. – Huckelriede – Habenhauser Brückenstr. – Arster Kirche – Kattenturm-Mitte – Kattenesch – Arsterdamm – Huckelriede |
| N10   | Gröpelingen – Walle – Hauptbahnhof – Steintor – Hastedt – Bennigsenstr. – Sebaldsbrück |
| N11   | Ringverkehr: Huchting/Roland-Center → Friedhof Huchting → Sodenmatt → Harriersand → Huchting/Roland-Center |

Geplant sind eine bessere Anbindung an die Überseestadt durch die Linien N3 und N6 sowie Anbindung des wachsenden Universitätsgebiets durch die neue Nacht-Straßenbahnlinie N6. Die N94 wird in N8 umbenannt und bis Vegesack verlängert. Die N7 endet bereits in Gröpelingen mit Anschluss an die N6 und N10. Die Huchtinger Ringlinie wird von N6 in N11 umbenannt.

## Regionalverkehr

### Schienenpersonennahverkehr

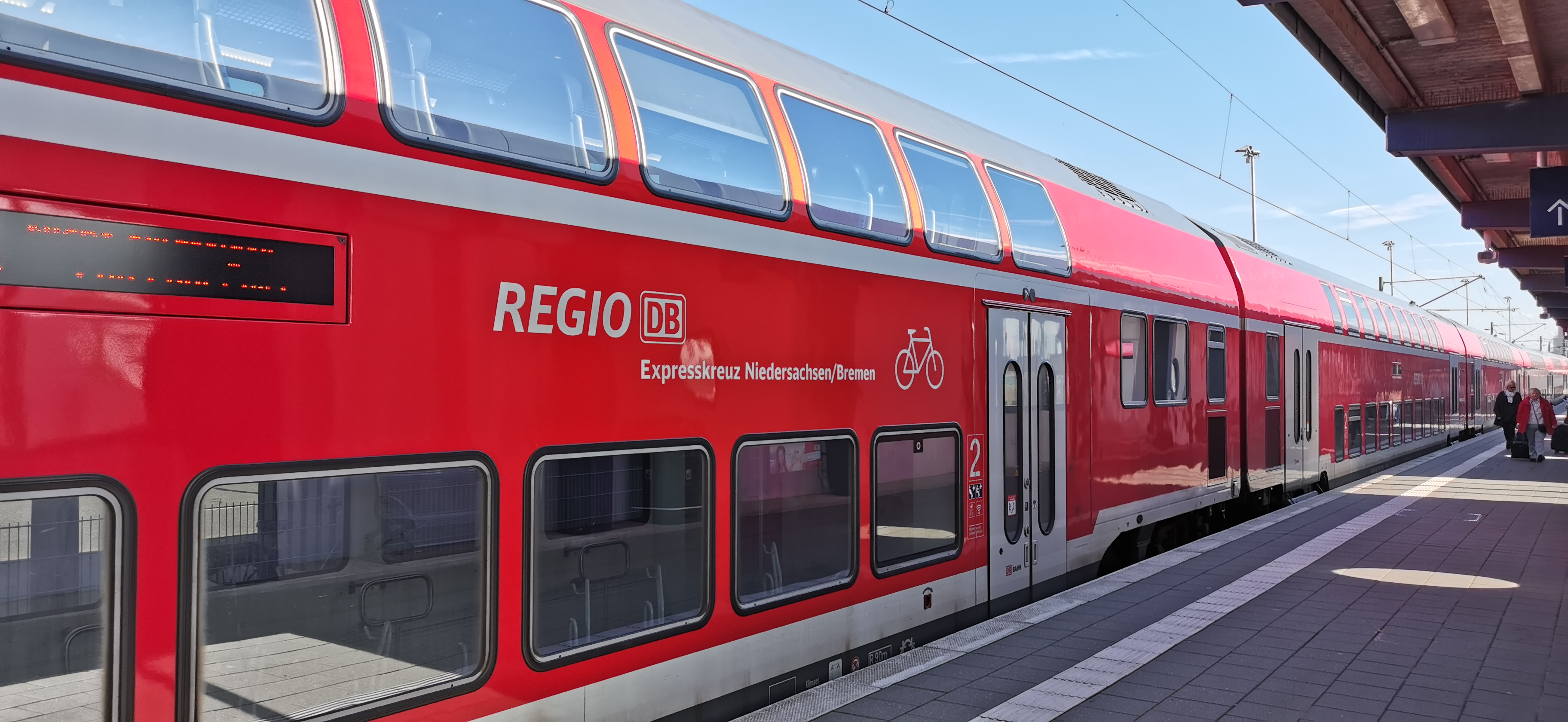
DB Regio im Expresskreuz Bremen/Niedersachsen

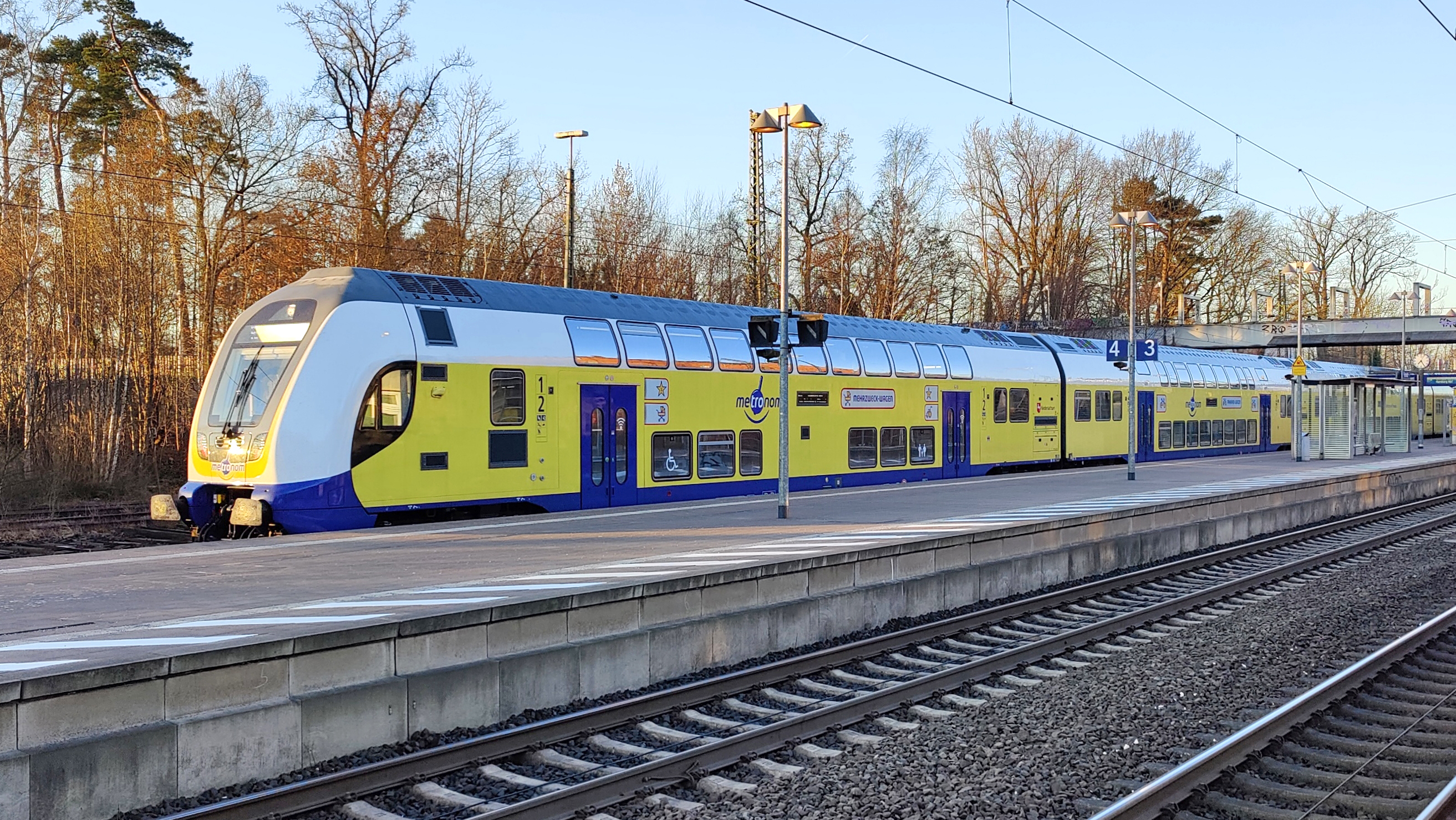
Metronom im Hanse-Netz als RE 4

Der Schienenpersonennahverkehr erfüllt primär die Funktion des Regionalverkehrs. Fünf Regionalexpresse (RE), vier Regionalbahnen (RB) und sechs Linien der Regio-S-Bahn Bremen/Niedersachsen (RS) binden die Stadtgemeinde Bremen an ihr Umland an. Die Linie RS 1 hat darüber hinaus noch eine wichtige Bedeutung für den Stadtverkehr in Bremen-Nord. Eine Besonderheit stellt die Intercity-Linie Leipzig – Emden (– Norddeich Mole) dar, die im Streckenabschnitt Bremen–Emden(–Norddeich Mole) für Nahverkehrstickets freigegeben ist.

### Regional-Express
| Linie | Linienverlauf                                                                                 | Fahrzeuge im Regelbetrieb                                   | Verkehrsunternehmen |
| ----- | --------------------------------------------------------------------------------------------- | ----------------------------------------------------------- | ------------------- |
| RE 1  | Hannover – Nienburg – Verden – Bremen – Oldenburg – Leer – Emden – Norddeich Mole             | 146.2 + 7 Doppelstockwagen                                  | DB Regio Nord       |
| RE 4  | Bremen – Rotenburg – Tostedt – Buchholz – Hamburg-Harburg – Hamburg                           | 146.1 / 147.5 + 7 Doppelstockwagen                          | metronom            |
| RE 8  | Bremerhaven-Lehe – Bremerhaven – Osterholz-Scharmbeck – Bremen – Verden – Nienburg – Hannover | 146.2 + 5–6 Doppelstockwagen 1–2 × 442.1 / 442.2            | DB Regio Nord       |
| RE 9  | Bremerhaven-Lehe – Bremerhaven – Osterholz-Scharmbeck – Bremen – Diepholz – Osnabrück         | 146.2 + 5 Doppelstockwagen 1–2 × 442.1 / 442.2              | DB Regio Nord       |
| IC 56 | Leipzig – Magdeburg – Hannover – Bremen – Oldenburg – Leer – Emden (– Norddeich Mole)         | 146.5 + 5 IC-Doppelstockwagen 147.5 + 5 IC-Doppelstockwagen | DB Fernverkehr      |

DB Regio Nord fährt seit 15. Dezember 2024 mit reduziertem Wagenmaterial:
RE 1: Statt 7 DoSto kommen 6-7 zum Einsatz.
RE 8: Statt 6-7 DoSto kommen 5-6 Dosto bzw. 1–2 × 442.1 / 442.2 zum Einsatz.
RE 9: Statt 5 Dosto kommen 5-6 Dosto bzw. 1–2 × 442.1 / 442.2 zum Einsatz.

### Regionalbahn

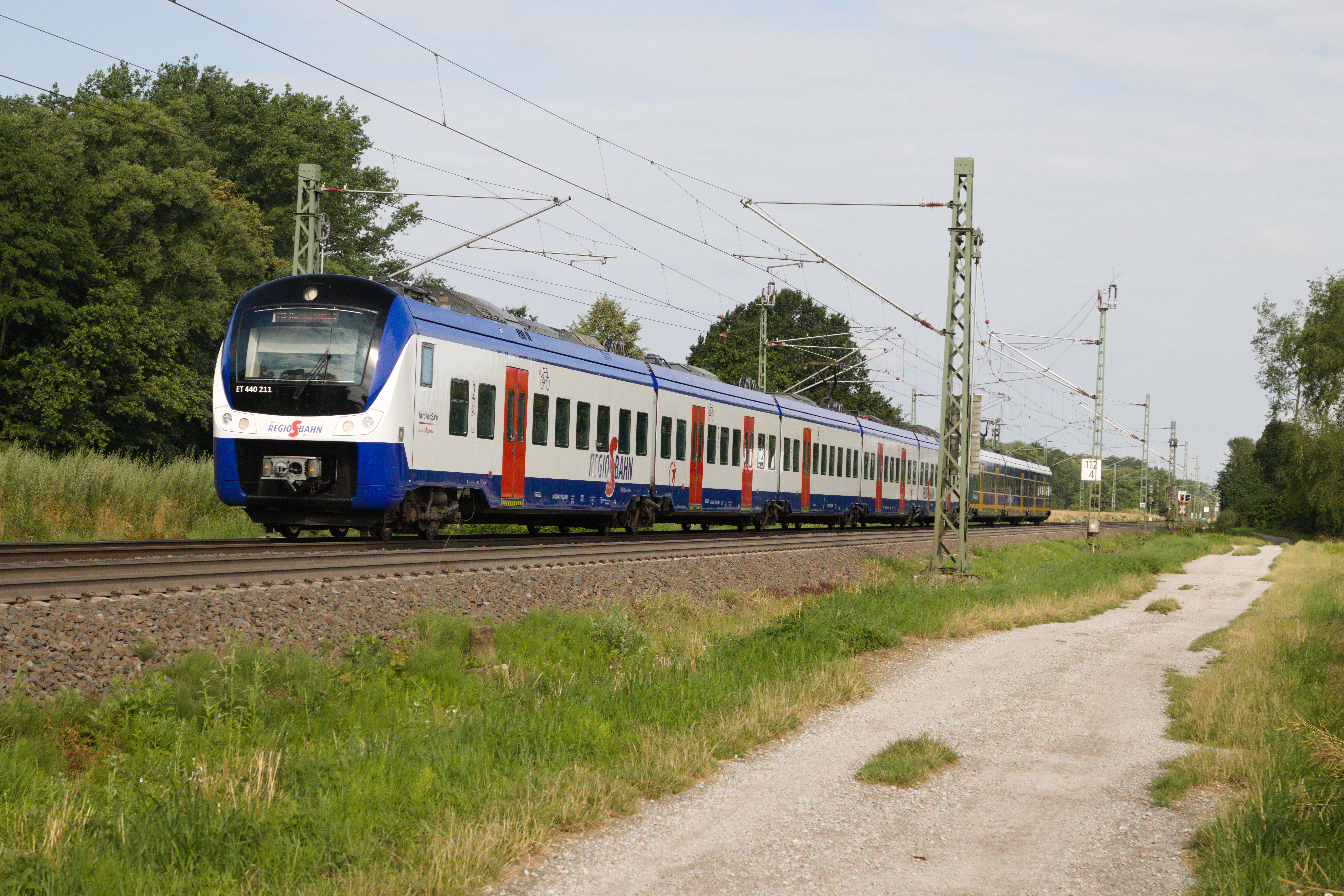
S-Bahn als RS1 nach Verden (Aller)

| Linie | Linienverlauf                                                       | Fahrzeuge im Regelbetrieb  | Verkehrsunternehmen |
| ----- | ------------------------------------------------------------------- | -------------------------- | ------------------- |
| RB 37 | Bremen – Langwedel – Visselhövede – Soltau – Munster – Uelzen       | 1–2 × 648                  | Start               |
| RB 41 | Bremen – Rotenburg – Tostedt – Buchholz – Hamburg-Harburg – Hamburg | 146.2 + 6 Doppelstockwagen | metronom            |
| RB 58 | Bremen – Delmenhorst – Wildeshausen – Vechta – Bramsche – Osnabrück | 1–3 × 648                  | NordWestBahn        |

### S-Bahn

Netzplan der Regio-S-Bahn

| Linie | Linienverlauf | Fahrzeuge im Regelbetrieb | Verkehrsunternehmen |
| ----- | --- | ------------------------- | ------------------- |
| RS 1  | Verden – Achim – Bremen Hbf – Bremen-Burg – Bremen-Vegesack – Bremen-Farge                                                            | 1–2 × 440                 | NordWestBahn        |
| RS 2  | Bremerhaven-Lehe – Bremerhaven – Stubben – Osterholz-Scharmbeck – Bremen-Burg – Bremen Hbf – Kirchweyhe – Syke – Bassum – Twistringen | 1–2 × 440                 | NordWestBahn        |
| RS 3  | Bremen Hbf – Bremen-Neustadt – Delmenhorst – Hude – Oldenburg – Wilhelmshaven                                                         | 1–2 × 3428                | NordWestBahn        |
| RS 30 | Bremen Hbf – Delmenhorst – Hude – Oldenburg – Bad Zwischenahn                                                                         | 2 × 3428                  | NordWestBahn        |
| RS 4  | Bremen Hbf – Delmenhorst – Hude – Brake – Nordenham                                                                                   | 1–2 × 440                 | NordWestBahn        |
| RS 6  | Verden – Rotenburg | 1 × 440                   | NordWestBahn        |

### Touristischer Verkehr
Der Moorexpress verkehrt von Frühjahr bis Herbst an Sams-, Sonn- und Feiertagen mit vier Zugpaaren nach Fahrplan.
| Linie | Linienverlauf                                                                                                | Fahrzeuge im Regelbetrieb | Verkehrsunternehmen |
| ----- | --- | ------------------------- | ------------------- |
| MEX   | Bremen Hbf – Bremen-Burg – Osterholz-Scharmbeck – Worpswede – Gnarrenburg – Bremervörde – Fredenbeck – Stade | 1–2 × VT 98               | EVB                 |

### Regionalbus
Außer den verbliebenen Eisenbahnverbindungen verkehren Regionalbusse aus dem Umland nach Bremen. Die meisten dieser Linien beginnen bzw. enden am Zentralen Omnibusbahnhof auf dem Bahnhofsplatz.

#### Tagesverkehr

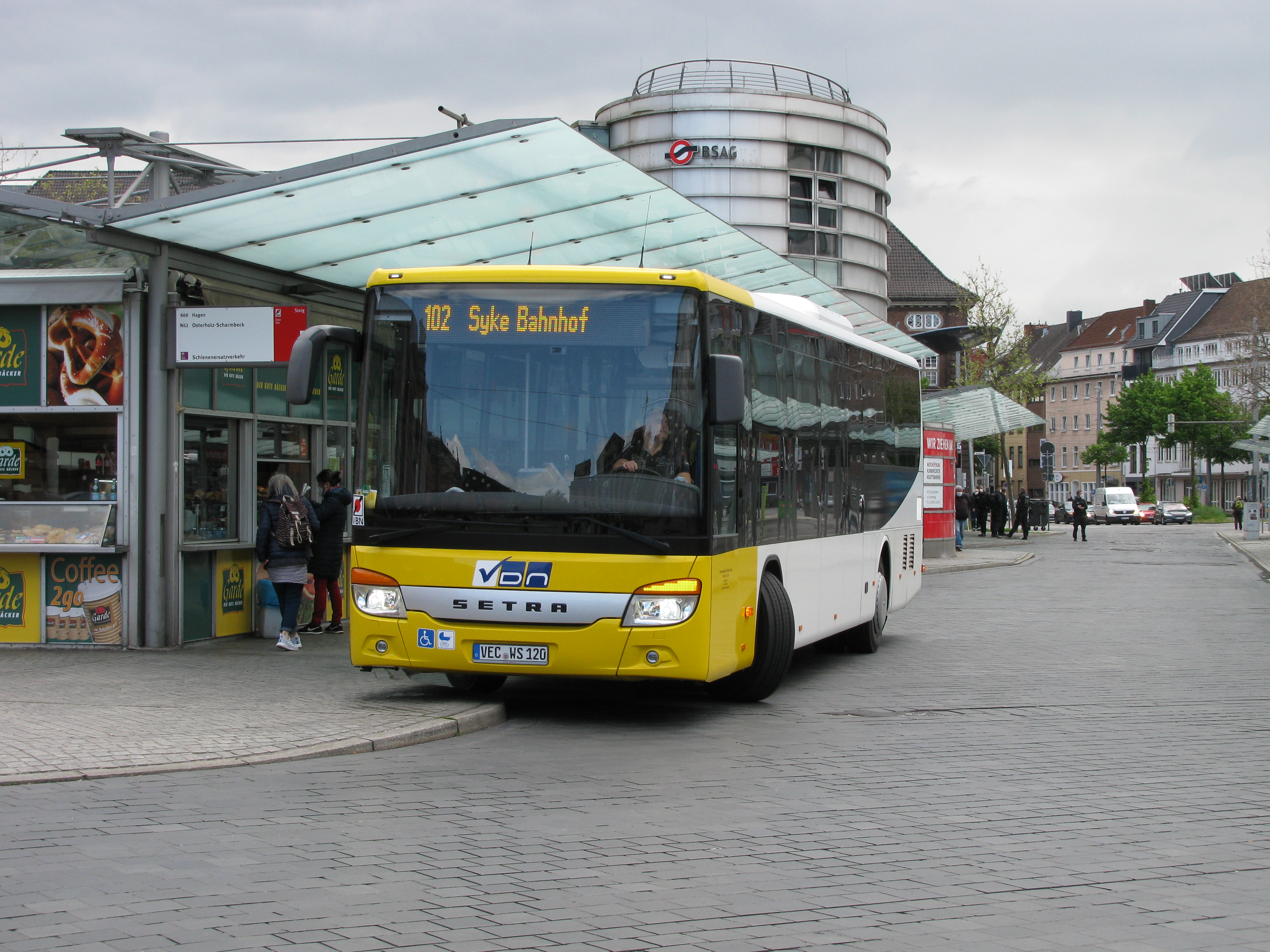
VDN als 102 nach Syke Bahnhof

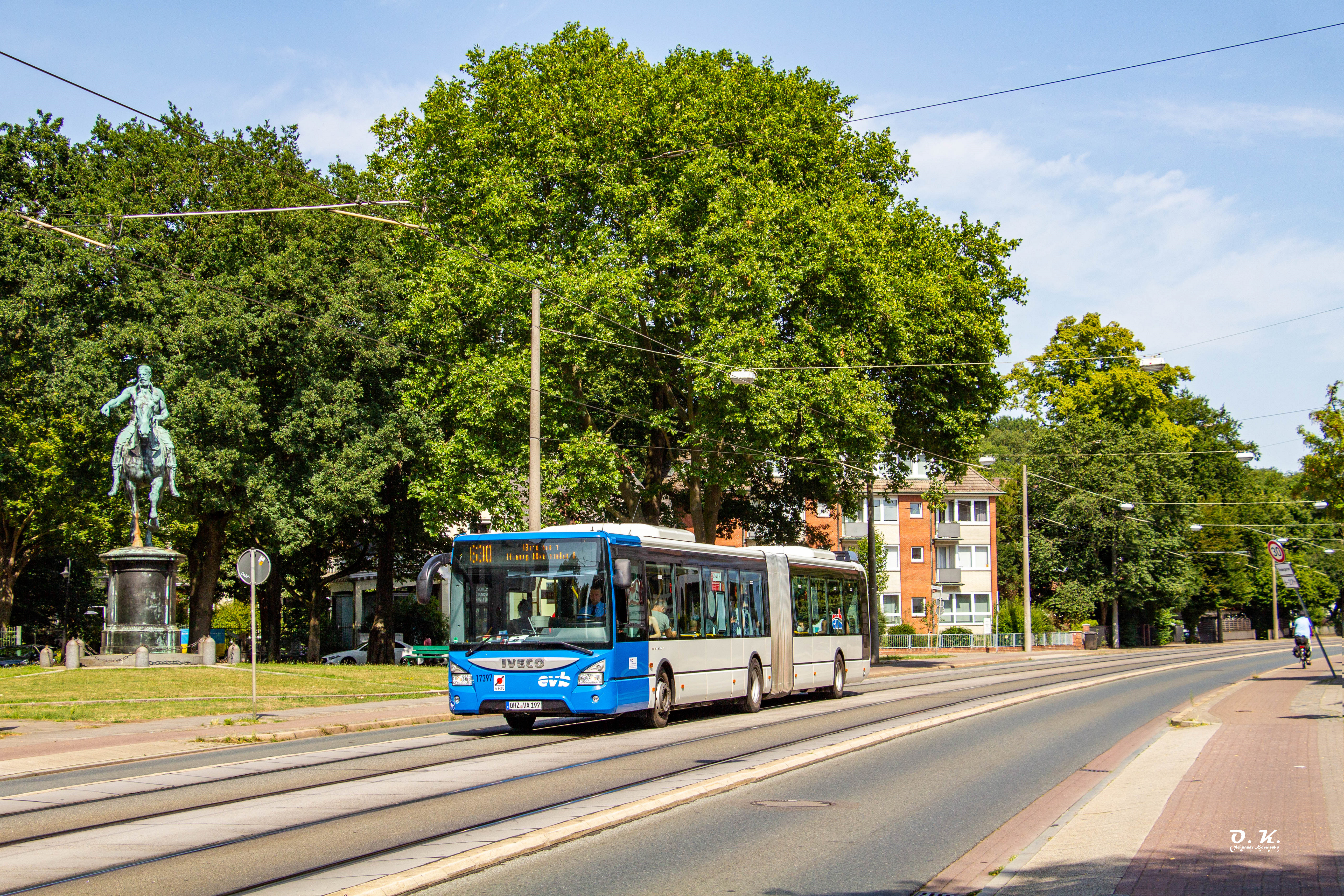
EVB als 630 nach Bremen Hbf

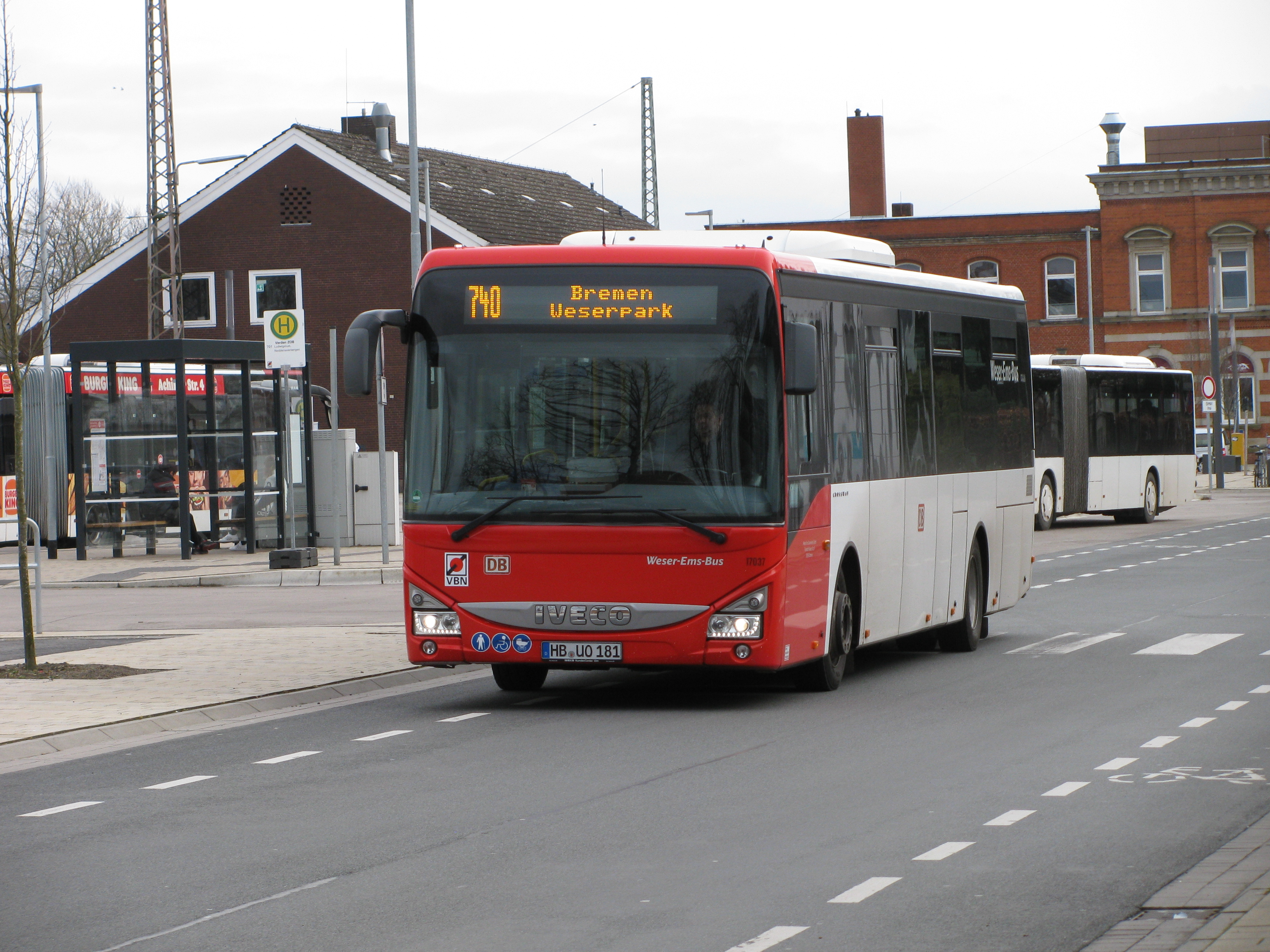
DB Regio als 740 nach Bremen Weserpark

Linien, die Bremen mit dem Landkreis Diepholz verbinden
| Linie | Verlauf                                                                             | Takt in Minuten |
| ----- | ----------------------------------------------------------------------------------- | --------------- |
| 101   | Bremen Hbf – Bremen-Huckelriede – Brinkum – Seckenhausen – Bassum                   | 60              |
| 102   | Bremen Hbf – Bremen Huckelriede – Brinkum – Melchiorshausen – Syke (weiter als 150) | 60              |
| 113   | Bremen, Roland-Center – Varrel – Groß-Mackenstedt – Heiligenrode                    | 60              |
| 120   | Bremen Hbf – Bremen-Huckerlriede – Brinkum – Leeste – Kirchweyhe                    | 60/120          |
| 121   | Bremen Hbf – Bremen-Huckerlriede – Dreye – Kirchweyhe                               | 60/120          |

Linien, die Bremen mit der Stadt Delmenhorst oder dem Landkreis Oldenburg verbinden
| Linie 201 | Bremen, Roland-Center – Brüsseler Straße – Heidkrug – Delmenhorst Bf/ZOB – Delmenhorst-Deichhorst |
| Linie 204 | Bremen, Roland-Center – Friedhof Huchting – Varrel – Delmenhorst Bf/ZOB – Delmenhorst-Annenheide  |
| Linie 214 | Bremen, Roland-Center – Friedhof Huchting – Varrel – Heidkrug – Delmenhorst Bf/ZOB                |
| Linie 226 | Bremen Hbf – Bremen-Huckelriede – Brinkum – Heiligenrode – Kirchseelte – Harpstedt – Wildeshausen |
| Linie 227 | Bremen-Huchting – Groß Mackenstedt – Heiligenrode – Kirchseelte – Harpstedt – Wildeshausen        |
| Linie 237 | Bremen, Mercedes-Benz Tor 7 – Stuhr – Delmenhorst – Schierbrok – Hude                             |
| Linie 238 | Bremen, Mercedes-Benz Tor 7 – Stuhr – Delmenhorst Bf/ZOB – Ganderkesee                            |

Linien, die Bremen mit den Landkreisen Osterholz, Cuxhaven oder Rotenburg verbinden
| Linie | Verlauf | Takt Wochentags    | Takt Sonntags |
| ----- | --- | ------------------ | ------------- |
| 630   | Bremen Hbf – Universität – Bremen-Borgfeld – Lilienthal – Grasberg Kreuzung – Tarmstedt Busbahnhof – Zeven Bf Süd | 60                 | 60            |
| 644   | Beckedorf – Schwanewede – Meyenburg – Hagen                                                                       | 3× täglich (mo–fr) | -             |
| 660   | Bremen Hbf – Bremen-Burg – Garlstedt – Hagen                                                                      | 60                 | 120           |
| 668   | Bremen-Borgfeld – Lilienthal – Osterholz-Scharmbeck                                                               | 5× täglich (mo–fr) | -             |
| 670   | Bremen Hbf – Bremen-Universität – Bremen-Borgfeld – Lilienthal – Worpswede – Osterholz-Scharmbeck                 | 60                 | 60            |
| 677   | Bremen-Vegesack – Beckedorf – Schwanewede – Uthlede                                                               | 60                 | -             |
| 680   | Bremen-Gröpelingen – Bremen-Burg – Ritterhude – Osterholz-Scharmbeck – Hambergen – Wallhöfen                      | 30/60              | 120           |

Linien, die Bremen mit dem Landkreis Verden verbinden
| Linie 730 | Bremen Hbf – Föhrenstraße – Bremen-Tenever – Oyten – Ottersberg – Otterstedt |
| Linie 739 | Bremen Hbf – Kurfürstenallee – Achim – Posthausen                            |
| Linie 740 | Bremen Hbf – Föhrenstraße – Weserpark – Achim – Langwedel – Verden           |
| Linie 750 | Bremen Hbf – Bremen-Huckelriede – Dreye – Thedinghausen – (Morsum-Beppen)    |

#### Nachtverkehr
| Linie N12 | Bremen Hbf – Bremen-Huckelriede – Brinkum – Leeste – Kirchweyhe        | 60'                  |
| Linie N26 | Bremen Hbf – Delmenhorst Bf/ZOB – Wildeshausen, 5 ELEMENTS             | Sondertarif          |
| Linie N61 | Bremen-Vegesack – Bremen-Blumenthal – Schwanewede – Hagen              | 60'/120' (nur sa/so) |
| Linie N63 | Lilienthal – Tarmstedt Busbahnhof – Zeven BF Süd                       | 60'                  |
| Linie N67 | Lilienthal – Worpswede                                                 | 60'                  |
| Linie N68 | Bremen Hbf – Bremen-Burg – Ihlpohl – Ritterhude – Osterholz-Scharmbeck | 60' (nur sa/so)      |
| Linie N73 | Bremen Hbf – Oyten                                                     | 60'/120'             |
| Linie N74 | Bremen Hbf – Achim – Achim-Baden                                       | 60' (nur sa)         |

Die Regionalbus-Nachtlinien (auch Nachtschwärmerlinien genannt) verkehren in der Regel nur in den Nächten von Freitag auf Samstag und von Samstag auf Sonntag!